# Janez Rančigaj
Janez Rančigaj, slovenski duhovnik in mučenec, * 12. avgust 1893, Gomilsko, † 17. oktober 1942, Gradina Donja, Bosna in Hercegovina (takrat Neodvisna država Hrvaška).

## Življenje
Janez se je rodil kot tretji od štirih otrok očetu Jožetu, ki je bil kmet in cerkveni ključar, ter materi Frančiški (roj. Rak). Vstopil je v mariborsko bogoslovje in po koncu študija 30. junija 1917 prejel mašniško posvečenje. Kot duhovnik je bil kaplan najprej v Teharjah, nato pa v Čadramu, Lovrencu na Pohorju in Šmarjah pri Jelšah. Zatem je 1. novembra 1934 prišel za župnika k Sv. Petru pod Svetimi gorami. Bil je tudi napreden gospodarstvenik in je ljudi učil zlasti sadjarstva in konjereje. Znal se je približati vsem, še posebej kmetom.
Ob nemški okupaciji je pred novimi oblastmi zbežal čez mejo na Hrvaško in našel zatočišče v 10 km oddaljenem Tuhlju. Tam je deloval skupaj še z enim slovenskih duhovnikom, Francom Groblerjem. Včasih je na skrivaj šel obiskat svojo Župnijo Sv. Peter pod Svetimi gorami, vendar so ga naposled 7. septembra 1942 prijeli. Njemu in Groblerju so očitali sodelovanje pri Tuheljski republiki. Že 20. septembra so ga odvedli v Koncentracijsko taborišče Jasenovac. Tam so ga skupaj z Groblerjem in duhovniki Francom Kačem, Janezom Kodričem in češkim duhovnikom, delujočim na Slovenskem, Anselmom Leom Polákom, 17. oktobra 1942 zvezane z žico odpeljali na morišče v vas Gradina Donja, kjer so jih ubili na »običajen način«: z batom so jih udarili po glavi, da so jih spavili v nezavest, potem pa jim z nožem prerezali vratove in jih odvrgli v Savo.

## Svetništvo
Za priznanje svetosti in mučeništva Rančigaja in duhovnikov sotrpinov je v teku skupinski svetniški postopek.